# Westin Bonaventure Hotel
Le Westin Bonaventure Hotel est un gratte-ciel de 116 mètres de hauteur construit à Los Angeles en Californie aux États-Unis en 1976.
C'est le plus grand hôtel de Los Angeles. Il a été utilisé pour le tournage de beaucoup de films (par exemple Meurtre en suspens).
L'hôtel comprend des ascenseurs panoramiques sur les façades extérieures, un restaurant panoramique au 35e étage et un atrium de 6 étages.
L'architecte est John Portman, spécialiste de la conception d'hôtels.

## Dans la culture populaire

### Jeux vidéo
- Grand Theft Auto V (2013) : Le building est présent dans le jeu il est situé dans le downtown de Los Santos sous le nom de "Arcadius Center".

- Grand Theft Auto: Online (2013) : Le building peut être achetée afin de devenir le bureau de PDG du joueur.